# Windsor, New South Wales
Windsor este o suburbie în Sydney, Australia.